# Mircea Oprea (fotbalist)
Mircea Oprea (n. 20 aprilie 1980, Sibiu) este un jucător de fotbal român care a evoluat la cluburile  Rocari, Poli Timișoara, FC Național, Ceahlăul Piatra Neamț, Politehnica Iași, iar în prezent este legitimat la Inter Ciugud.